# Greatest Hits, Vol. 1 (album de Doug E. Fresh)
Pour les articles homonymes, voir Greatest Hits.
Albums de Doug E. Fresh
Play
(1995)
Greatest Hits, Vol. 1 est une compilation de Doug E. Fresh, sortie en août 1996.

## Liste des titres
| No | Titre                  | Contient un (des) sample(s) de | Durée |
| -- | ---------------------- | --- | ----- |
| 1. | The Show               | Inspecteur Gadget de Shuki Levy et Haim Saban Michelle des Beatles Punk Rock Rap des Cold Crush Brothers Twist and Shout des Isley Brothers Change the Beat (Female Version) de Beside Human Beat Box des Fat Boys Flash to the Beat de Grandmaster Flash Jam on the Groove de Ralph MacDonald |       |
| 2. | La di da Di            | Sukiyaki de A Taste of Honey The Magic Mirror (extrait de la bande originale de Blanche-Neige et les Sept Nains) |       |
| 3. | All the Way to Heaven  | La Di Da Di de Doug E. Fresh et Slick Rick Punk Rock Rap des Cold Crush Brothers Change the Beat (Female Version) de Beside Rock With You des Jacksons |       |
| 4. | Keep Rising to the Top | Risin' to the Top de Keni Burke Ain't No Half Steppin' de Heatwave |       |
| 5. | Cut That Zero          | Casanova de LeVert Sexual Healing de Marvin Gaye Pump Me Up de Grandmaster Melle Mel and The Furious Five |       |